# Теодор Ковач
Теодор Ковач (Нови Кнежевац, 24. април 1923 — Нови Сад, 13. фебруар 2024) био је лекар интерниста - ендокринолог, дијабетолог, професор Универзитета, члан Академије медицинских наука Српског лекарског друштва, оснивач Клинике за ендокринологију Покрајинске болнице, лауреат Годишње награде новосадског Медицинског факултета за научно истраживачки рад, председник Подружнице Српског лекарског друштва Друштва лекара Војводине, бивши председник Јеврејске општине Нови Сад, аутор великог броја стручних медицинских књига и радова.

## Биографија
Теодор Ковач рођен је 24. априла 1923. године у Новом Кнежевцу. Његов отац, др Арпад, био је адвокат, мајка Олга, рођена Бергер. Основну школу завршио је у родном месту, а гимназију у Новом Саду 1941. године, где је матуру полагао под окупацијом. Све време Другог светског рата провео је у интернацији, затворима, логорима и на принудном раду. После бекства, последњих дана децембра 1944. године вратио се у Југославију и био у војсци до демобилизације у јесен 1945. године. Уписао је студије медицине у Београду крајем те године, а дипломирао априла 1951. године. За време студија издржавао се кориговањем и техничком припремом књига, а од VII семестра као демонстратор на предмету фармакологија и као лекарски помоћник на Инфективној клиници у Београду. Један је од оснивача студентског стручног часописа „Медицински подмладак”.
Након дипломирања, провео је шест месеци у Антилуетичној акцији у источној Србији, а потом годину дана на Хемијском институту матичног факултета, као лекар-извођач студентских вежби. У слободно време, завршио је лекарски стаж. Због стамбених проблема, отишао је са Института, и био лекар опште праксе у Бешки (1952–1957). Уселио се у свој, до тада неусељив, стан у Новом Саду, и постао шеф градске санитарне инспекције. У слободно време, волонтирао је на Интерном одељењу Главне покрајинске болнице у Новом Саду.
Изабран је за асистента 1962. године, а касније је стекао сва наставна звања на Медицинском факултету, укључујући и звање редовног професора. Испит за специјалисту интернисту положио је 1963. године, у Београду. Право да држи предавања на универзитету, стекао је 1968. године са темом „Учесталост неких клиничких знакова шећерне болести упоређена са променама крвних судова ушне шкољке”. Докторирао је 1972. године са тезом „Испитивање ефикасности појединих метода за рано откривање шећерне болести”. Усавршавао се на клиникама у Хамбургу и Цириху.
Оснивач је Антидијабетесне службе Клинике (1971). Био је члан тима за рано откривање шећерне болести у Војводини.
Допринео је формирању ендокринолошки усмерених кадрова у Војводини, припремљених током два једногодишња курса са предавачима из Новог Сада, Београда и Загреба. Био је предавач на постдипломским студијама и на медицинским факултетима у Загребу и Нишу. Изабран је за члана Академије медицинских наука - Српско лекарско друштво, приликом првог избора за чланство 1976. године. У два мандата био је члан редакцијских одбора Медицинског прегледа у Новом Саду и Српског архива за целокупно лекарство у Београду. Биран је, два пута, за уредника Медицинског прегледа, а у једном мандату био је председник редакцијског одбора тог часописа. Председник Подружнице Српског лекарског друштва Друштва лекара Војводине у Новом Саду био је у једном мандату. У два мандата био је члан Савезне комисије СФР Југославије за лекове. Члан је више међународних дијабетолошких друштава, а Мађарско дијабетолошко друштво изабрало га је за почасног члана. Добитник је низа плакета, похвала, диплома и повеља разних стручних друштава.
У јеврејским организацијама активан је од младости. После рата ангажовао се претежно у издавачкој делатности Савеза јеврејских општина Југославије (СЈОЈ). Добитник је Мегиле захвалнице и Захвалнице СЈОЈ. Представљао је, 1992. године, јеврејску заједницу Србије на Светском конгресу јеврејских општина у Јерусалиму. У једном мандату био је председник Јеврејске општине у Новом Саду, а у више мандата члан Извршног одбора Савеза јеврејских општина Југославије, односно Србије. Изабран је и за почасног члана Извршног одбора Савеза. Био је члан редакцијског одбора едиције „Ми смо преживели.” Превео је са немачког две књиге Симона Визентала: „Једро наде” и „Макс и Хелен”; и био је један од преводилаца књиге В. Маношека „Холокауст у Србији 1941/42”. У Холокаусту изгубио је родитеље и бројну родбину.
Објавио је низ публикација, текстова, више од 200 стручних радова, 30 књига, 11 поглавља у монографијама других аутора. Од његових радова, посебно се издвајају књиге (са Л. Лепшановићем) Ендокринологија, три издања, као и (са Л. Лепшановићем) Водич кроз шећерну болест, такође, три издања. Аутор је поглавља у монографијама С. Стефановића, Д. Ђурића, Практикума физичке дијагностике, као и 400 појмова у Лекарском лексикону.
У част др Теодора Ковача, 2019. године је у Хемптовој кући, односно, у Медицинском музеју у Пастеровом заводу откривена његова биста. Том приликом, његове колеге, бивши студенти и сви они који га поштују и воле дошли су да га поздраве и честитају му 96. рођендан који је прославио, али и присете се свега онога што је током своје каријере постигао, и којом је допринео развоју медицинске струке на пољу интерне медицина с ендокринологијом. Др Теодор Ковач рекао је окупљенима да је дубоко уверен да у Новом Саду има професора тог факултета који знатно више заслужују признање за развој медицине од њега.
Априла 2023. године, прославио је свој 100. рођендан и постао стогодишњак. Преминуо је 13. фебруара 2024. године.